# Internationale Islamische Universität Malaysia

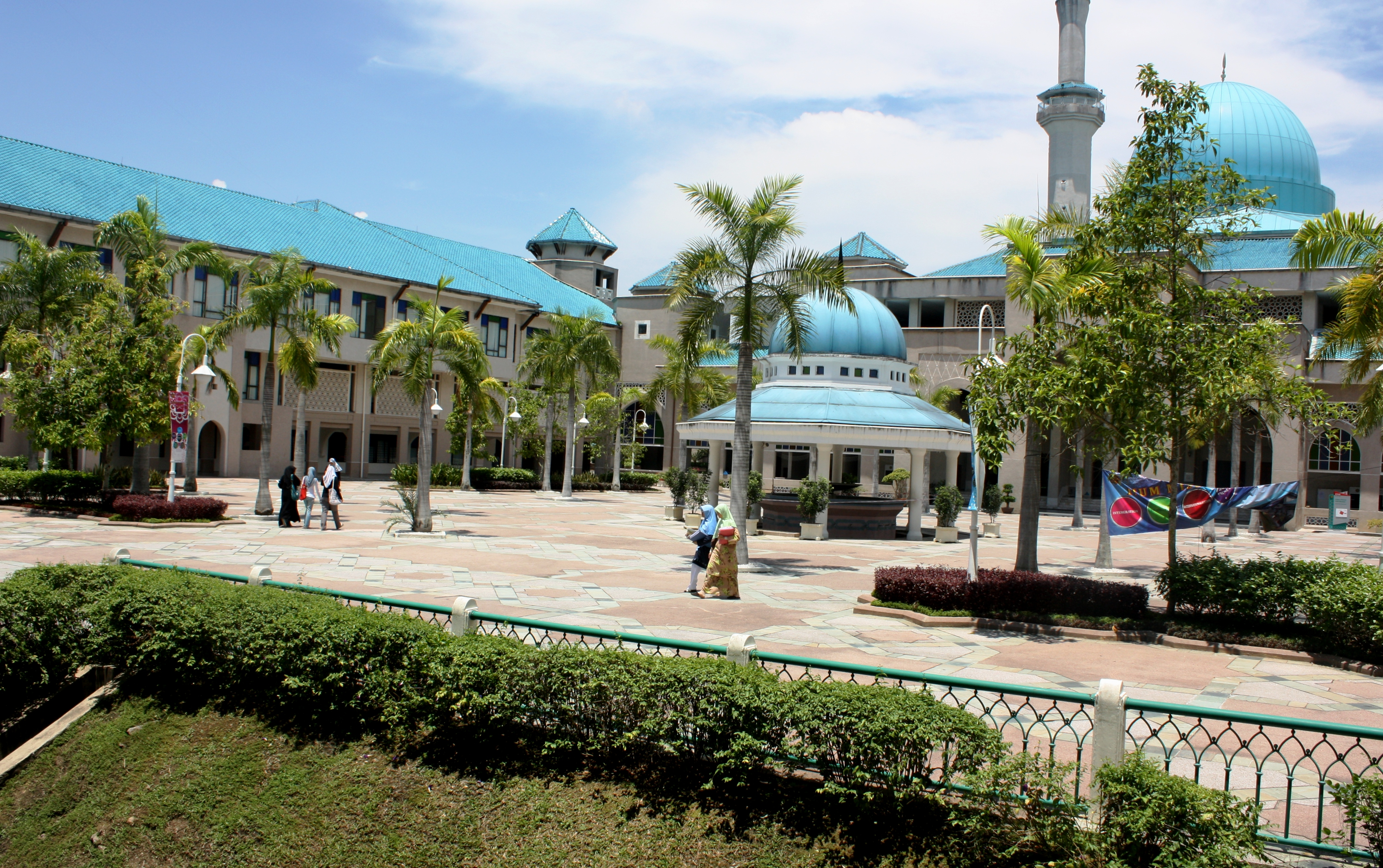
Campus der Internationalen Islamischen Universität Malaysia

Die Internationale Islamische Universität Malaysia (englisch International Islamic University Malaysia; IIUM) ist eine internationale islamische Universität in Petaling Jaya bei Kuala Lumpur, der Hauptstadt Malaysias. Sie wurde 1983 gegründet.
Ihr Kanzler (Constitutional Head) ist Sultan Haji Ahmad Shah Al-Musta'in Billah ibni Almarhum Sultan Abu Bakar Riayatuddin Al-Mu'adzam Shah.
Am 20. Mai 1983 erhielt die Universität die Establishment Order von Ihrer Majestät, dem König, Sultan Haji Ahmad Shah Al-Musta’in Billah ibni Al-Marhum Sultan Abu Bakar Ri’ayatuddin al-Mu’adzam Shah nach diplomatischen Vereinbarungen über gemeinsame Finanzierung zwischen der malaysischen Regierung und Bangladesch, Ägypten, Libyen, den Malediven, Pakistan, Saudi-Arabien, der Türkei und der Organisation für Islamische Zusammenarbeit (OIC).
Die IIUM arbeitet unter der Leitung eines Board of Governors mit Vertretern der acht sie finanziell unterstützenden Regierungen und der Organisation für Islamische Zusammenarbeit. Sie unterhält Verbindungen zu Regierungen und Institutionen auf der ganzen Welt, wie zum Beispiel der Liga islamischer Universitäten, der International Association of Universities und der Association of Commonwealth Universities.
Mohammad Hashim Kamali war von 1985 bis 2007 der Dekan des International Institute of Islamic Thought and Civilization (ISTAC) und Professor für Islamisches Recht.